# Языки Сьерра-Леоне
Официальным языком в Сьерра-Леоне является английский язык.
На языке менде говорят 29,5 % населения как на родном, на темне говорят 24,7 %, а на крио говорят 10,5 %.
Хотя английский является официальным языком, на котором говорят в школах, администрации правительства и в СМИ, крио (происходит от английского и нескольких местных африканских языков, язык крио в Сьерра-Леоне является языком народа крио), наиболее широко распространён как разговорный язык практически во всех районах Сьерра-Леоне. На крио говорят 90 % населения страны.

## Языки
В Сьерра-Леоне существуют следующие языки: английский, басса, бом, буллом-со, ваи, восточный лимба, восточный манинкакан, гола, западно-центральный лимба, клао, коно, крим, крио, куранко, локо, менде, н’ко, пулар, северный киси, сусу, сьерра-леонский жестовый язык, темне, шербро, южный киси, ялунка. Также в страну иммигрировали греческий язык и йоруба.